# (11569) Virgilsmith
(11569) Virgilsmith est un astéroïde de la ceinture principale.

## Description
(11569) Virgilsmith est un astéroïde de la ceinture principale. Il fut découvert le 27 mai 1993 à l'Observatoire Palomar par Carolyn S. Shoemaker et David H. Levy. Il présente une orbite caractérisée par un demi-grand axe de 3,10 UA, une excentricité de 0,17 et une inclinaison de 18,2° par rapport à l'écliptique.

## Compléments